# 类型居留问题
在简单类型lambda演算中，类型居留（Type inhabitation）问题是如下问题：给定一个类型 {\displaystyle \tau }，是否存在一个 {\displaystyle \lambda }-项 M 使得对于某个类型环境 {\displaystyle \Gamma } 有 {\displaystyle \Gamma \vdash M:\tau }？在空的类型环境中，如果回答是肯定的，则 M 被称为 {\displaystyle \tau } 的居留元（inhabitant）。
因为在简单类型的 lambda 演算中类型对应于极小蕴涵逻辑(参见 Curry-Howard 同构)，一个类型有一个居留元，当且仅当它是极小蕴涵逻辑的重言式。
Richard Statman 证明了在简单类型λ演算中类型居留问题是 PSPACE-完全性的。